# Закоханий Шекспір
«Закоханий Шекспір» (англ. Shakespeare in Love) — романтична комедія 1998 року. Отримала сім премій «Оскар», у тому числі як Найкращий фільм року.

## Сюжет
1594 рік. Молодий драматург Вільям Шекспір знаходиться у творчій кризі: муза покинула його, грошей немає, господар театру вимагає від автора нову п'єсу в найкоротший термін. І коли, здавалося б, у письменника не залишається жодної надії на отримання нового натхнення, в його життя вторгається сама Любов в особі чарівної аристократки Віоли. Під виглядом молодого актора дівчина наймається в трупу театру, щоб зіграти головну чоловічу роль в п'єсі «Ромео і Джульєтта». Віола не тільки віддана прихильниця маестро Шекспіра, але і прекрасна акторка. Існує лише одна заковика: Віола заручена з поважним дворянином, який планує відвезти майбутню дружину в далеку англійську колонію.

## У ролях
- Джозеф Файнз — Вільям Шекспір
- Гвінет Пелтроу[1] — Віола де Лессепс
- Джеффрі Раш — Філіпп Генслов
- Том Вілкінсон — Г'ю Феннімен
- Джуді Денч — Королева Єлизавета I
- Колін Ферт — Лорд Вессекс
- Мартін Кланс — Річард Бербедж
- Саймон Келлов — Сер Едмунд Тілні
- Імельда Стонтон — Годувальниця
- Бен Аффлек — Нед Аллен
- Руперт Еверетт — Крістофер Марлов
- Джо Робертс — Джон Вебстер

## Нагороди
| Нагороди                       | Нагороди                                                               | Нагороди                                                  | Нагороди   |
| Нагорода                       | Категорія                                                              | Ім'я                                                      | Результат  |
| ------------------------------ | ---------------------------------------------------------------------- | --------------------------------------------------------- | ---------- |
| Оскар                          | Найкращий фільм                                                        |                                                           | Виграно    |
| Оскар                          | Найкраща жіноча роль                                                   | Гвінет Пелтроу                                            | Виграно    |
| Оскар                          | Найкраща жіноча роль другого плану                                     | Джуді Денч                                                | Виграно    |
| Оскар                          | Найкращі декорації                                                     | Мартін Чайлдс & Джилл Квертьє                             | Виграно    |
| Оскар                          | Найкращі костюми                                                       | Сенді Павелл                                              | Виграно    |
| Оскар                          | Найкращий саундтрек до музичного/комедійного фільму                    | Стівен Ворбек                                             | Виграно    |
| Оскар                          | Найкращий сценарій                                                     | Марк Норман & Том Стоппард                                | Виграно    |
| Оскар                          | Найкращий режисер                                                      | Джон Медден                                               | Номіновано |
| Оскар                          | Найкраща чоловіча роль другого плану                                   | Джеффрі Раш                                               | Номіновано |
| Оскар                          | Найкраща робота оператора                                              | Річард Ґрейтрекс                                          | Номіновано |
| Оскар                          | Найкращий монтаж                                                       | Девід Ґембл                                               | Номіновано |
| Оскар                          | Найкращий грим                                                         | Ліза Весткотт & Вероніка Бребнер                          | Номіновано |
| Британська академія            | Найкращий фільм                                                        |                                                           | Виграно    |
| Британська академія            | Найкраща жіноча роль другого плану                                     | Джуді Денч                                                | Виграно    |
| Британська академія            | Найкраща чоловіча роль другого плану                                   | Джеффрі Раш                                               | Виграно    |
| Британська академія            | Найкращий монтаж                                                       | Девід Ґембл                                               | Виграно    |
| Британська академія            | Найкраща режисура                                                      | Джон Медден                                               | Номіновано |
| Британська академія            | Найкраща жіноча роль                                                   | Гвінет Пелтроу                                            | Номіновано |
| Британська академія            | Найкраща чоловіча роль                                                 | Джозеф Файнз                                              | Номіновано |
| Британська академія            | Найкраща чоловіча роль другого плану                                   | Том Вілкінсон                                             | Номіновано |
| Британська академія            | Найкраща робота оператора                                              | Річард Ґрейтрекс                                          | Номіновано |
| Британська академія            | Найкращий оригінальний сценарій                                        | Марк Норман & Том Стоппард                                | Номіновано |
| Британська академія            | Найкращий грим/зачіски                                                 | Ліза Весткотт                                             | Номіновано |
| Британська академія            | Найкращий звук                                                         | Робін O'Доноґ, Домінік Лестер, Пітер Ґлоссоп, Джон Довнер | Номіновано |
| Британська академія            | Премія імені Ентоні Есквіта за досягнення в створенні музики до фільму | Стівен Ворбек                                             | Номіновано |
| Британська академія            | Найкращі костюми                                                       | Сенді Павелл                                              | Номіновано |
| Британська академія            | Найкраща робота художника-постановника                                 | Мартін Чайлдс                                             | Номіновано |
| Золотий глобус                 | Найкращий фільм (комедія або мюзикл)                                   |                                                           | Виграно    |
| Золотий глобус                 | Найкраща жіноча роль (комедія або мюзикл)                              | Гвінет Пелтроу                                            | Виграно    |
| Золотий глобус                 | Найкращий сценарій                                                     | Марк Норман & Том Стоппард                                | Виграно    |
| Золотий глобус                 | Найкращий режисер                                                      | Джон Медден                                               | Номіновано |
| Золотий глобус                 | Найкраща чоловіча роль другого плану                                   | Джеффрі Раш                                               | Номіновано |
| Золотий глобус                 | Найкраща жіноча роль другого плану                                     | Джуді Денч                                                | Номіновано |
| Премія Гільдії кіноакторів США | Найкращий акторський склад в ігровому кіно                             |                                                           | Виграно    |
| Премія Гільдії кіноакторів США | Найкраща жіноча роль                                                   | Гвінет Пелтроу                                            | Виграно    |
| Writers Guild of America Award | Найкращий оригінальний сценарій                                        | Марк Норман & Том Стоппард                                | Виграно    |

## Цікаві факти
- У фільмі використана повна реконструкція справжнього театру Роуз, знесеного близько 1606 року.